# Rovné (Dobré)
Rovné (německy Rowney) je malá vesnice, část obce Dobré v okrese Rychnov nad Kněžnou. Nachází se asi 2 km na severovýchod od Dobrého. V roce 2009 zde bylo evidováno 35 adres. V roce 2001 zde trvale žilo 48 obyvatel.
Rovné leží v katastrálním území Rovné u Dobrého o rozloze 3,33 km2. V katastrálním území Rovné u Dobrého leží i Šediviny.

## Historie
První písemná zmínka o obci pochází z roku 1406.

## Pamětihodnosti

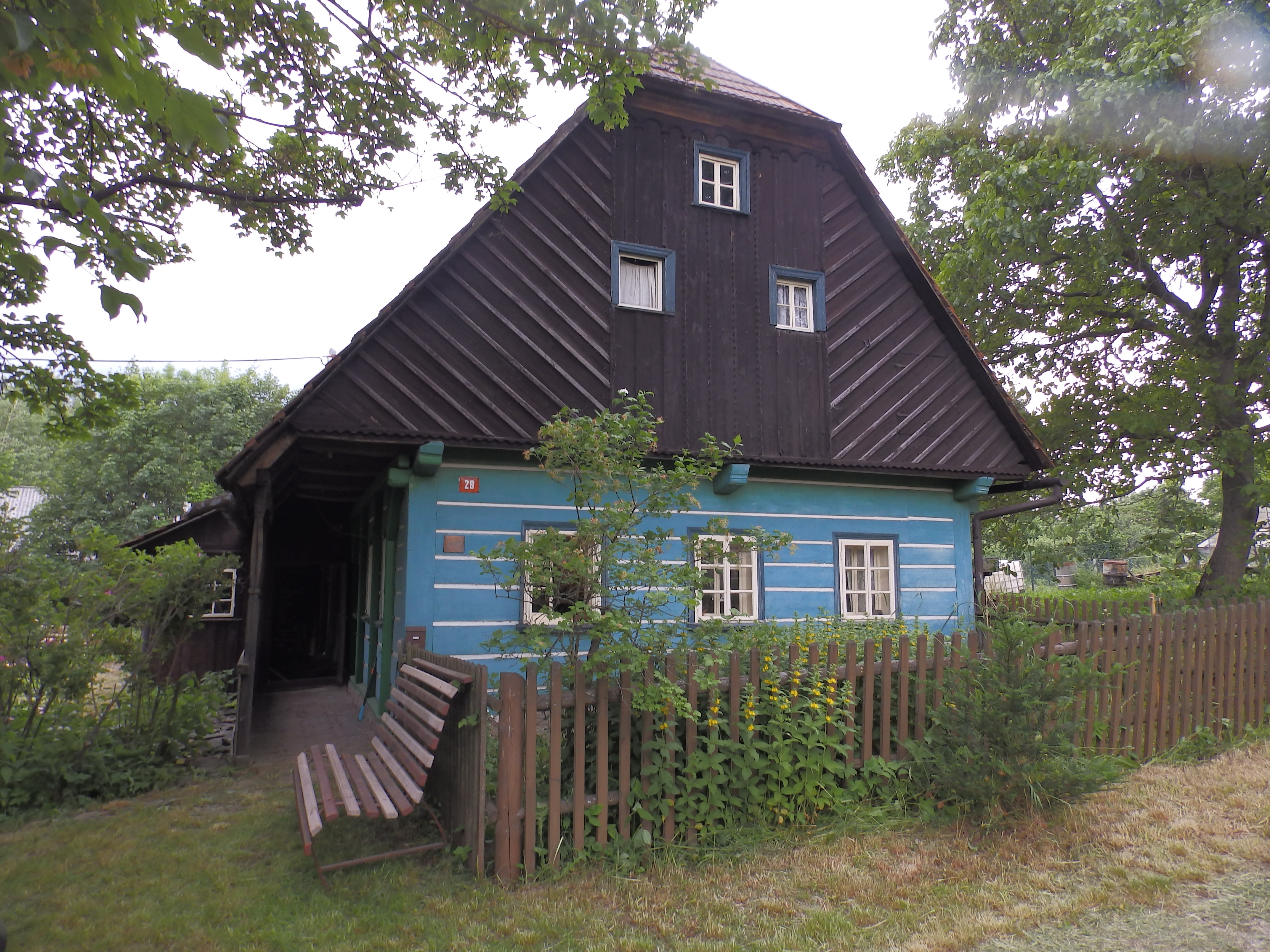
Chalupa čp. 28

- Chalupa čp. 28Venkovský dům čp. 28 - chráněná památka lidové architektury, dnešní stavba z roku 1857 stojí na místě vyhořelého Pavlíčkova statku, v jehož výměniční chaloupce dle ústní tradice pobývala před odchodem do Ratibořic u svého syna Kašpara Magdalena Novotná-Čudová, Babička Boženy Němcové. Z původní stavby dochovány kamenné prvky - sklep a unikátní černá kuchyně.
- Přírodní rezervace Bažiny – rašelinné louky a mokřady

## Další fotografie

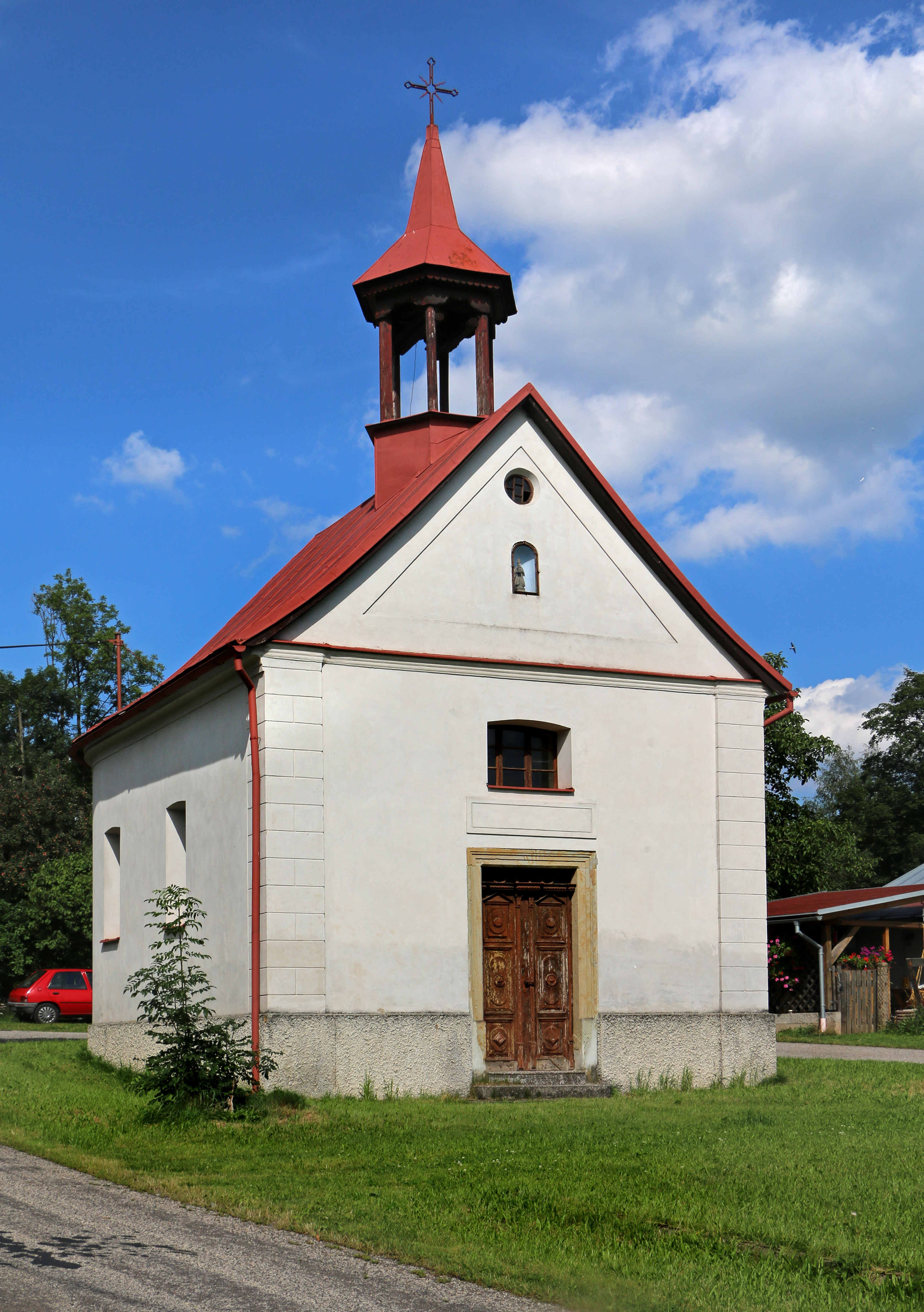
Kaple na návsi
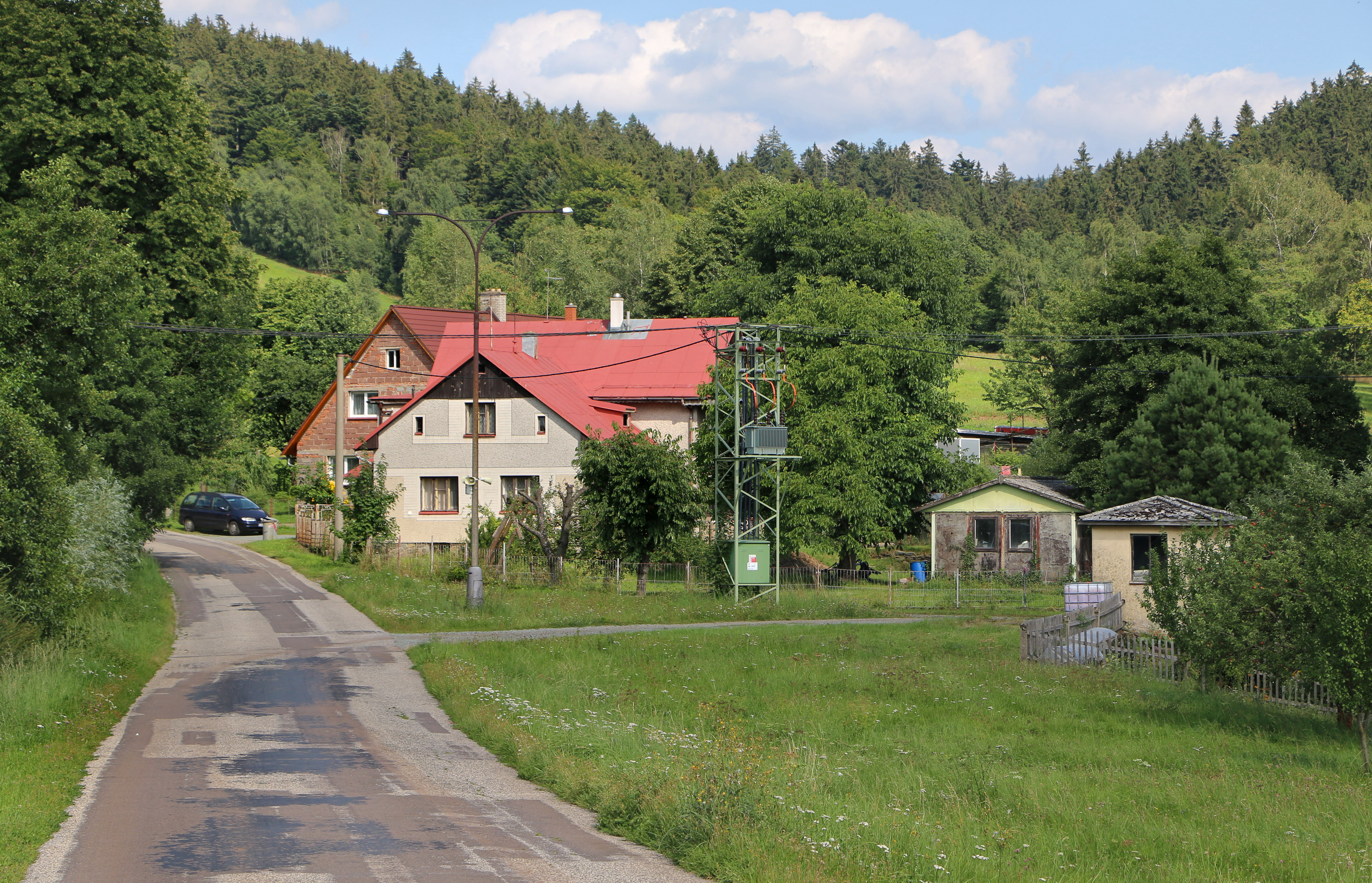
Západní část vesnice
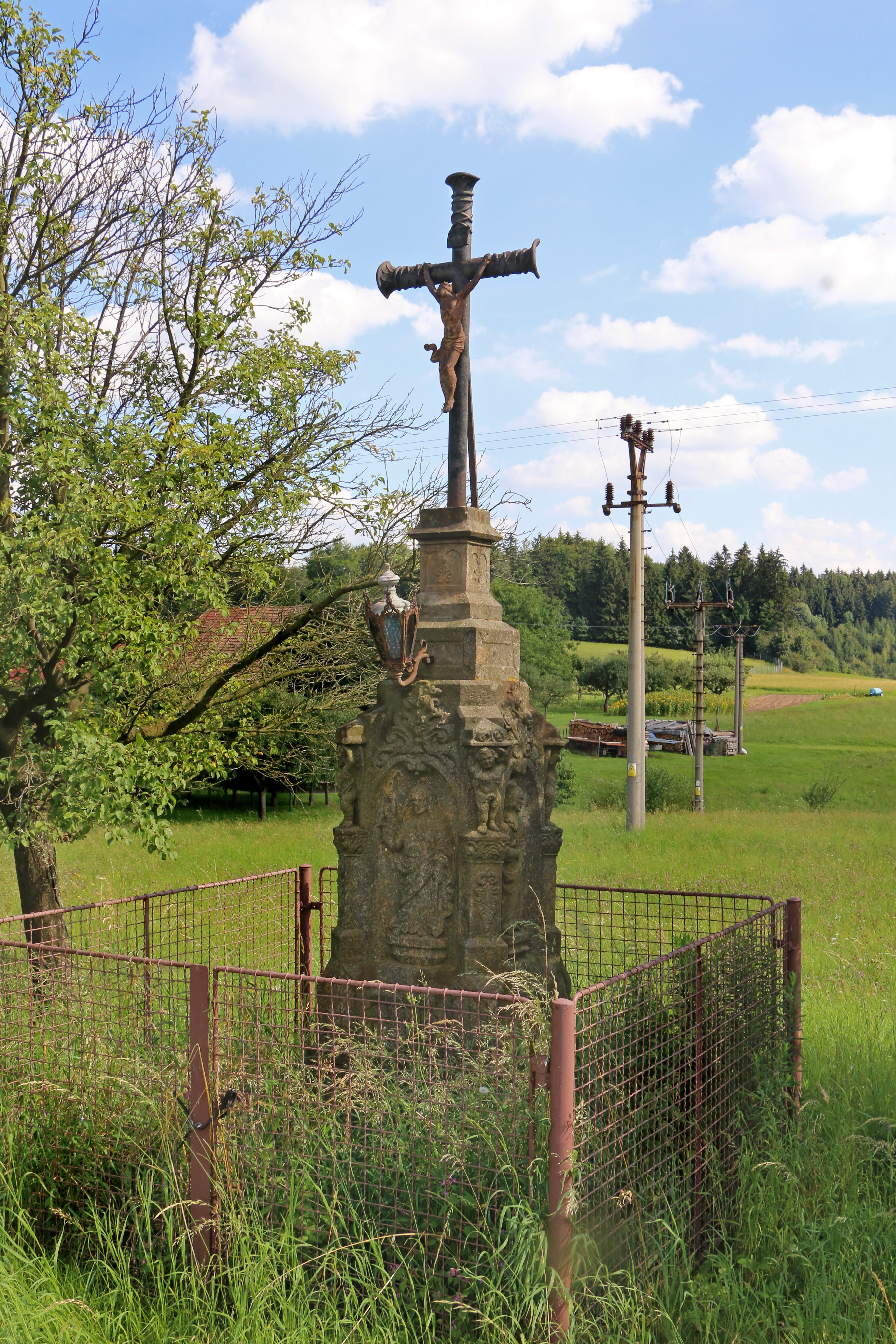
Křížek s lucernou